# 에쿠스 (영화)
에쿠우스(Equus)는 영국에서 제작된 시드니 루멧 감독의 1977년 드라마, 미스터리 영화이다. 리차드 버튼 등이 주연으로 출연하였고 엘리엇 카스트너 등이 제작에 참여하였다.

## 출연

### 주연
- 리차드 버튼
- 피터 퍼스

### 조연
- 콜린 블레이커리
- 조안 플로라이트
- 해리 앤드류즈
- 에일린 앗킨스
- 제니 에구터
- 케이트 레이드
- 존 와이먼
- 엘바 마이 후버
- 켄 제임스
- 패트릭 브라이머

## 제작진
- 미술: 토니 월톤
- 의상: 패티 웅거
- 의상: 토니 월톤